# Hélder Fragueiro Antunes
Hélder Manuel da Terra Fragueiro Marques Antunes (N. S. da Conceição, Angra do Heroísmo, 6 de julio de 1963) es un empresario, ingeniero y ex-piloto de carreras portugués. Actualmente, es director-gerente sénior de la empresa multinacional estadounidense, Cisco Systems, y socio general de Pereira Ventures, una firma de capital de riesgo en California.
Apodado por la revista PortugalGlobal como "el ejemplo perfecto del éxito portugués en la era global", participa activamente en asuntos económicos y políticos de Portugal y los Azores. También es consejero de la Rede Prestige Açores, una institución empresarial operado por el gobierno de los Azores, y es un consultor frecuente al gobierno de la República Portuguesa.
En noviembre de 2015, se convirtió en presidente del Consejo de Administración del Consorcio OpenFog.